# Киевский вестник (1905—1906)
«Киевский вестник» — ежедневная газета, издавалась на русском языке в Киеве с декабря 1905 по февраль 1906 года. Занимала умеренные позиции, была закрыта властями в связи с её «вредным направлением». «Киевский вестник» продолжали в 1906 г. последовательно газеты «Киевская жизнь», «Киевская заря», «Киевская речь» и, наконец, в 1906—1918 гг. «Киевская мысль».